# 川口義之
川口 義之（かわぐち よしゆき、1963年12月12日 - ）は日本のサクソフォーン奏者。静岡県浜松市出身。渋さ知らズ、栗コーダーカルテット、シカラムータのメンバー。サボテン兄弟レーベル社主。サクソフォーンのほか、ハーモニカ、リコーダー、パーカッション、ウクレレ、フルート、クラリネット、エレクトリック・ギターも演奏する。

## 過去の在籍バンド
- ミスター・クリスマス[2]
- ザ・ベネッツ[3]

## テレビアニメ
- キョロちゃん（2001年）（川さん〈第91話Aパート〉）